# Steen Højby Rasmussen
Steen Højby Rasmussen (8. marts 1922 i Vandel – 11. april 1993 i København) var en dansk modernistisk arkitekt.
Han var søn af bygmester Anders Peter Rasmussen og Ida Jensen, blev uddannet murersvend med bronzemedalje og bygningskonstruktør fra Aarhus tekniske Skole 1949. Dernæst kom han på Kunstakademiets Arkitektskole, hvor han tog afgang som arkitekt 1954. Rasmussen var ansat et år hos de finske arkitekter Martta Ypyä, Ragnar Ypyä og Veikko Malmio 1954 og dernæst hos Arne Jacobsen 1955-60, hvor han bl.a. var sagsarkitekt for Novo Industri A/S i Gladsaxe.
Han blev 1960 ansat på De forenede Bryggeriers tegnestue, hvor han var virksom til sin tidlige død. Han har bl.a. tegnet en del bygninger for Carlsberg. Hans hovedværk Fredericia Bryggeri var ved indvielsen i 1979 Europas mest moderne anlæg af sin art. Højby Rasmussens bygninger vidner om en videreførelse af Jacobsens minimalisme.
Han modtog Emil Bissens Præmie 1964 og Betonelementprisen 1981 (for Fredericia Bryggeri).
Han blev gift 24. september 1953 med Aase Olesen (født 18. april 1930 i Horsens død 18. oktober 2020 i Gentofte), datter af urmager og optiker Aksel Peter Olesen og Christiane Nielsen.

## Værker
- Eget hus, Kongevejen 167, Holte (1964)
- Fredericia Bryggeri A/S, Fredericia (1979)
- Bryggerier for Carlsberg i Brasilien, Malaysia, Malawi, Israel og Nigeria

Bygninger på Carlsberg i Valby:
- Ølkam, Gammel Carlsberg Vej (1968-69)
- Vandrensningsbygning, Pasteursvej (1971)
- Tap H1, Pasteursvej (1984)
- Tankpark (1984-85)
- Portvagt, Ny Carlsberg Vej/Pasteursvej (1985, tilskrevet)
- Fustagetapperi/-lager, Pasteursvej (1987-88)